# 拟翼管螺
拟翼管螺（学名：Firoloida desmaresti），是异足目翼管螺科Firoloida属的一种。主要分布于中国大陆，常栖息在浮游生活。